# Should Husbands Pay?
Pour plus de détails, voir Fiche technique et Distribution.
Should Husbands Pay? est un court métrage muet américain réalisé par F. Richard Jones et Stan Laurel, sorti en 1926.

## Fiche technique
- Réalisation : F. Richard Jones et Stan Laurel
- Scénario : Stan Laurel, James Parrott, Jerome Storm
- Titres : H.M. Walker
- Production : Hal Roach
- Photographie : Harry W. Gerstad
- Opérateur : Art Lloyd
- Montage : Richard C. Currier
- Durée : 20 minutes
- Date de sortie :
  - États-Unis : 26 juillet 1926[1].

## Distribution
- James Finlayson : Mr. Krum
- Charlotte Mineau : Mrs. Krum
- Tyler Brooke : A Married Flirt
- Martha Sleeper : The Flirt's Wife
- Vivien Oakland : Blonde in Courtroom
- Anders Randolf : le juge
- Anita Garvin : la femme du juge